# Pajuluodot (ögrupp i Kallavesi)
Pajuluodot är öar i Finland.   Ögruppen består av sex små öar på ett område som är omkring 0,7 km gånger 0,4 km. De två största öarna är bebyggda och har en yta av vardera mellan en halv och en hektar, medan de mindre är obebyggda och naturskyddade. Pajuluodot ligger i sjön Kallavesi och i  kommunen Kuopio i den ekonomiska regionen  Kuopio ekonomiska region  och landskapet Norra Savolax, i den centrala delen av landet, 300 km nordost om huvudstaden Helsingfors.